# Cartosat-2E
Cartosat-2E ist ein indischer Erdbeobachtungssatellit aus der Indian-Remote-Sensing-Reihe.
Er wurde am 22. Juni 2017 um 3:59 UTC mit einer PSLV-Rakete vom Raketenstartplatz Satish Dhawan Space Centre auf Sriharikota aus gestartet. Neben Cartosat-2E wurden 30 Minisatelliten (NIUSAT 15 kg, Canon Electric Satellite oder CE-SAT 1 50 kg, Max Valier Sat, Venta-1 7,5 kg und die Cubesats Red Diamond, Blue Diamond und Green Diamond, acht Lemur-2, Aalto-1, CICERO-6, D-SAT, ROBUSTA-1B, skCUBE, Suchai, Tvyak-53b, acht QB50, Pegasus oder AT03, mNLP2, URSA MAIOR oder IT02, NUDTSat, UCLSat, LituanicaSAT-2, VZLUSAT-1) ins All gebracht. Die Gesamtnutzlast betrug 1378 kg.
Er umkreist die Erde in einer sonnensynchronen Bahn und ist mit einer panchromatischen Kamera ausgerüstet die, durch Neigung der Kamera mit Schwadbreite von 9,6 bis 400 km, Bilder mit einer Auflösung von 0,65 m im Spektralbereich von 500 bis 850 nm liefert. Des Weiteren ist der Satellit mit einem Vierkanal Multispektralkamera, welche Bilder mit einer Schwadbreite von 10 km und einer Auflösung von 2 m in den Spektralbereichen 0,43–0,52 µm, 0,52–0,61 µm, 0,61–0,69 µm, 0,76–0,90 µm aufnimmt, ausgestattet. Durch Schwenken der Kamera kann die Schwadbreite bis 400 km vergrößert werden. Der hexagonale Satellit wurde auf Basis des IRS-2 Satellitenbus der ISRO gebaut und besitzt eine geplante Lebensdauer von fünf Jahren. Die Energieversorgung übernimmt ein Paar Solarzellenflächen aus Triple-Junction-Solarzellen, die in Summe bis zu 986 Watt Leistung liefern sowie Nickel-Cadmium-Batterien mit einer Kapazität von 18 Ah.